# Nial Tanvir
El profesor Nial Tanvir de la Universidad de Leicester, es un astrónomo profesional que ha hecho contribuciones importantes a la escala de distancias extragalácticas y la evolución de las galaxias. 
Quizás lo más significativo es su investigación de los estallidos de rayos gamma. Tanvir ha aparecido en varios programas de televisión, incluyendo "The Sky at Night" organizada por Sir Patrick Moore, programa de televisión centrado en la astronomía, y un documental de la BBC, "Horizon" sobre las explosiones de rayos gamma (GRBs, por sus siglas en inglés).
En 2002 fue miembro del grupo de investigación que obtuvo el Premio Descartes de la Unión Europea por su trabajo pionero sobre las explosiones de rayos gamma. Tanvir encabezó el equipo internacional que descubrió el resplandor infrarrojo GRB 090423 (detectado el 23 de abril de 2009), el evento más distante registrado hasta la fecha. 
En 2013 dirigió un equipo que descubrió la llamada de emisión kilonova, que proporcionó la primera evidencia directa de que la corta duración de los estallidos de rayos gamma son creados por la fusión de fuentes compactas, o bien dos estrellas de neutrones o una estrella de neutrones y agujero negro.